# ألويس غريم
ألويس غريم (بالألمانية: Alois Grimm)‏ هو مقاوم وكاتب ألماني، ولد في 24 أكتوبر 1886 في كولسهايم في ألمانيا، وتوفي في 11 سبتمبر 1944 في برلين في ألمانيا بسبب شنق.